# Freya Flamme
Freya Flamme var et tysk apparat beslægtet med Freya-radaren, der blev anvendt under 2. Verdenskrig, også i Danmark. Modsat den almindelige Freya-radar, var Freya Flamme ikke en rigtig radar, hvor en elektromagnetisk impuls reflekteres fra målet og detekteres af modtageren. I stedet var apparatet baseret på, at de allierede fly var udstyret med en IFF-transponder, der svarede med et identifikationssignal, når den modtog en impuls fra en allieret radar. Ved at lade Freya Flamme sende impulser med samme karakteristika som allieret radar, kunne man få transponderen til at svare. Dette svar kunne opfattes på meget stor afstand (over 450 km), således at man fik skabt et apparat, der kunne give en meget tidlig advarsel om, at allierede fly samledes (antageligt som forberedelse af et angreb på tysk kontrolleret område). 
Derpå blev de egentlige radarstationer adviseret om, at noget muligvis var i vente. De kunne så give mere nøjagtige oplysninger om angrebets størrelse og retning. 
Teknikken kunne naturligvis imødegås, hvis de allierede fly slukkede for deres IFF, når de var på vej mod Tyskland.
I Danmark fandtes denne type i Nymindegab og ved Ringkøbing.